# Flavonoid

Molekylstruktur hos flavon (2-fenyl-1,4-bensopyron)

Flavonoider är en grupp kemiska föreningar som bland annat är verksamma som antioxidanter.
Flavoner är gula färgämnen och förekommer rikligt i våra växter samt i äggulan. Flavon ingår till stor del i riboflavin eller B2-vitamin. Äter man mycket färgrikt och gult får man i sig ordentligt med vitaminer. B-vitaminer är vattenlösliga och överskottet följer med urinen ut, så det är ingen risk att man får för mycket. Många flavonoider är mycket instabila, de bryts ned vid produktion av livsmedel, pastörisering och förvaring.
Från mitten av 1930-talet och fram till början av 1950-talet kallades flavonoider för P-vitamin eller vitamin P. Bokstaven P var inte en fortsättning på serien A-vitamin, B-vitamin, C-vitamin, etc, utan helt enkelt en förkortning för permeabilitetsfaktor, med syftning på flavonoidernas vitaminliknande egenskaper.

## Nomenklatur
Flavonoider (eller bioflavonoider) syftar på sekundära metaboliter i växter. Enligt IUPAC-nomenklatur  kan de klassificeras som:
- flavonoider, flavoner, derivat av flavon, 2-fenylkromen-4-on (2-fenyl-1,4-bensopyron)
- isoflavonoider, isoflavoner, derivat av isoflavon, 3-fenylkromen-4-on (3-fenyl-1,4-bensopyron)
- neoflavonoider, derivat av 4-fenylkumarin (4-fenyl-1,2-bensopyron)

### Flavoner
Flavonerna indelas i sin tur i fyra undergrupper:
| Grupp        | Skelett                                  | Skelett           | Skelett           | Skelett        | Exempel                                                                        |
| Grupp        | Beskrivning                              | Funktionell grupp | Funktionell grupp | Strukturformel | Exempel                                                                        |
| Grupp        | Beskrivning                              | 3-hydroxyl        | 2,3-dihydro       | Strukturformel | Exempel                                                                        |
| ------------ | ---------------------------------------- | ----------------- | ----------------- | -------------- | ------------------------------------------------------------------------------ |
| Flavoner     | 2-Fenylkromen-4-on                       |                   |                   |                | Luteolin, Apigenin, Tangeritin                                                 |
| Flavonoler   | 2-Fenyl-3-hydroxikromen-4-on             |                   |                   |                | Quercetin, Kaempferol, Myricetin, Fisetin, Isorhamnetin, Pachypodol, Rhamnazin |
| Flavanoner   | 2-Fenyl-2,3-dihydrokromen-4-on           |                   |                   |                | Hesperetin, Naringenin, Eriodictyol, Homoeriodictyol                           |
| Flavanonoler | 2-Fenyl-2,3-dihydro-3-hydroxikromen-4-on |                   |                   |                | Taxifolin (eller dihydrokercetin), Dihydrokaempferol                           |

## Exempel
Exempel på flavonoider i mat gjord på växter är katekin och olika tanniner. Ekollon och vindruva innehåller också bland annat garvsyra. . Flavonoiden thearubigin ger svart te dess speciella smak.